# Egnatia Odos

Simbolul Autostrăzii A2
(Αυτοκινητόδρομος 2)

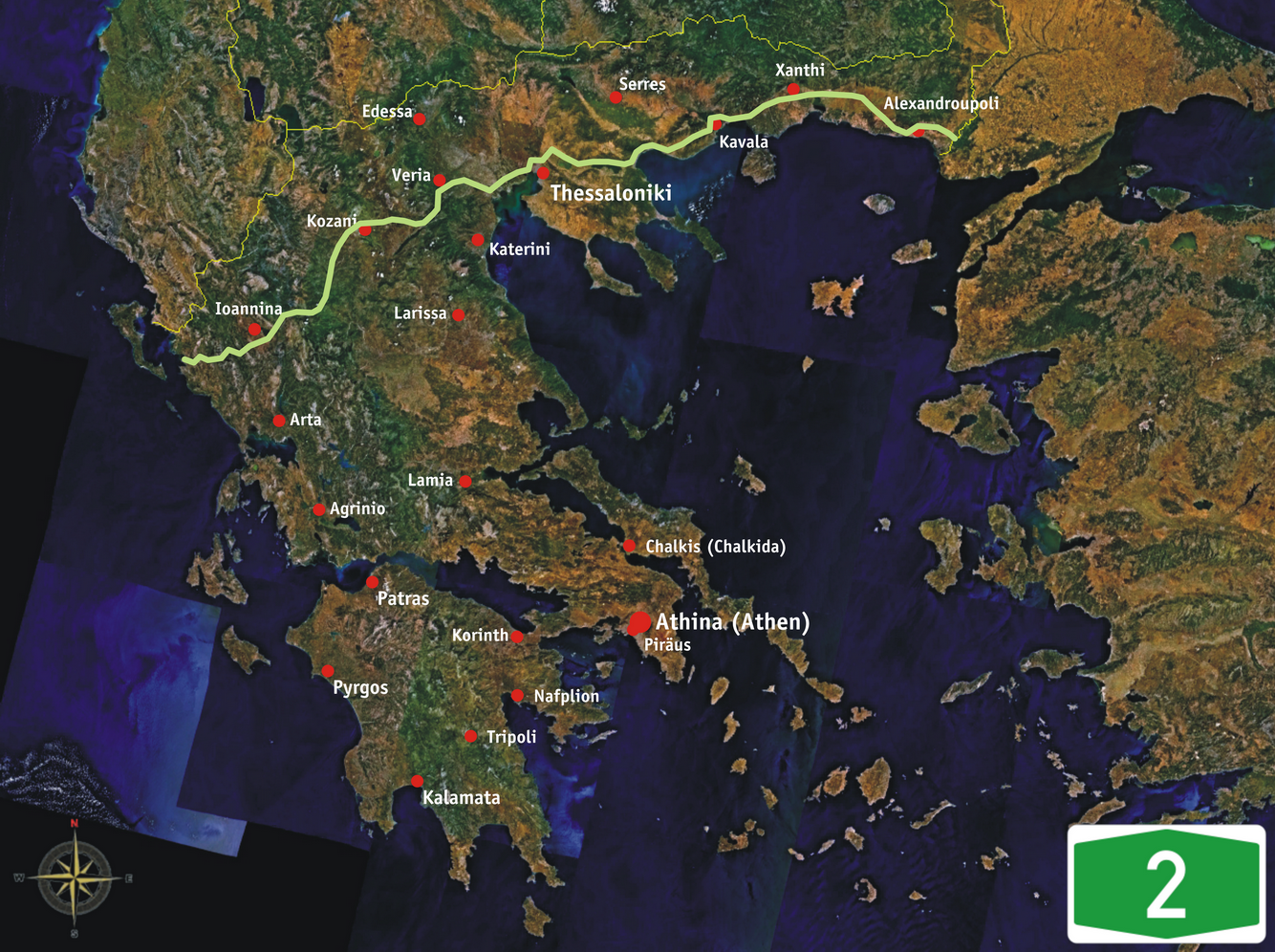
Ruta autostrăzii

Autostrada Egnatia Odos (limba greacă: Εγνατία Οδός, cod: A2) este partea Drumului european E90 de pe teritoriul statului Grecia, care pleacă din portul vestic al orașului Igoumenitsa și merge până la granița de est cu Turcia, adică până la localitatea Kipoi. Are o lungime totală de 670 km. Proiectul a început în anul 1994 și a fost finalizat în 2009.